# There Is a Hell, Believe Me I've Seen It. There Is a Heaven, Let's Keep It a Secret
There Is a Hell, Believe Me I've Seen It. There Is a Heaven, Let's Keep It a Secret —en español: Hay un infierno, créeme, lo he visto. Hay un cielo, vamos a mantenerlo en secreto— es el tercer álbum de la banda británica de rock Bring Me the Horizon, contando con la participación del nuevo guitarrista Jona Weinhofen. El lanzamiento del material ocurrió el 4 de octubre de 2010 en Europa y el 5 de octubre en Estados Unidos bajo el sello discográfico de Visible Noise Records. La inspiración para el álbum partió de letras personales que el propio Sykes describe como «el tipo de cosas que no le cuenta a la gente.» Este material contó con la producción de Fredrik Nordström y las grabaciones hechas en los IF Studios durante al menos ocho meses, asimismo con pequeñas grabaciones hechas en Los Ángeles donde se incluyeron voces alternas de Valerie Anne Poxleitner (Lights) y Josh Franceschi.
Tanto los críticos como la banda manifestaron un cambio radical en el sonido y las letras de la agrupación, destacaron un ambiente post-hardcore, interludios melódicos y secciones con instrumentales, música electrónica y sinfónica, además de segmentos de vocales caóticos y limpios; así como notables fusiones de otros géneros. Dentro del punto de vista musical, el álbum expandió los géneros que la banda practicaba; líricamente, significó la apertura a canciones más «oscuras» y «melódicas». Tras su lanzamiento, el álbum tuvo una buena acogida tanto en Australia como en el Reino Unido y los Estados Unidos, obteniendo diversas críticas pero siendo un título ambicioso en el género del deathcore. Con tal de promocionar el álbum se lanzaron seis videos musicales: «It Never Ends», «Anthem», «Blessed With a Curse», «Visions», «Alligator Blood» y «Crucify Me».

## Composición y grabación

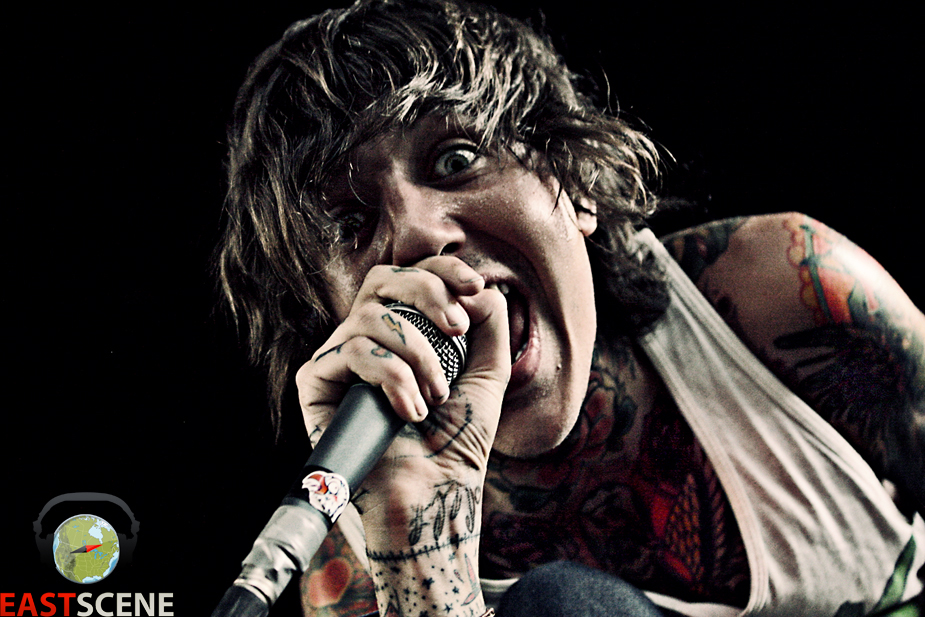
Oliver Sykes, vocalista de la banda.

A principios de noviembre, justo después del lanzamiento de una versión «remix» de Suicide Season titulada: «Suicide Season: Cut Up!», en colaboración con músicos y productores como Ben Weinman, Sonny Moore, L’Amour La Morgue, Utah Saints y Shawn Crahan, la banda optó por adoptar un estilo musical más diferente dentro del género con una mezcla de electrónica, drum and bass, hip-hop y dubstep, junto con influencias de música industrial. Posteriormente, Sykes argumentó para la revista Kerrang! que iniciaría un proceso de grabación para un nuevo material cuyo título también daría a conocer. El 26 de noviembre de 2009, Bring Me the Horizon confirmó que se encontraban preparando un tercer álbum de estudio, especulándose que podría lanzarse en el verano de 2010. El álbum sería el primero de la banda en colaboración con el guitarrista Jona Weinhofen, quien expresó que se encontraba «... emocionado por participar en algo totalmente nuevo y diferente a sus trabajos anteriores». Después de pasar la mayor parte de su tiempo componiendo las letras en Escocia, la banda entró a los IF Studios en Suecia con el productor Fredrik Nordström en marzo, completando la mayor parte del proceso de grabación hacia finales de junio.
Sin embargo, debido a retrasos imprevistos, la banda finalizó la grabación completa del álbum tiempo después de lo estimado por IF Studios. De hecho, seis pistas de voces fueron grabadas y registradas tres días después en Los Ángeles, justo antes de embarcarse en el Warped Tour. En un principio, la banda buscó la colaboración de Lucy Conroy de Lucy And The Caterpillar para contribuir con las voces femeninas del material, puesto que creían que atraería la atención de muchos oyentes. Cuando se le preguntó sobre su contribución dijo: «Matt [Kean] estaba al tanto de mi música y quería que alguien 'kooky' cantase en el álbum. Me presenté y se enamoró de mi voz al instante». A pesar de ello, la contribución de Lucy nunca fue incluida y nunca se reveló por qué. Pero mientras la banda se encontraba en Los Ángeles se escucharon rumores de que Valerie Anne Poxleitner se encontraba en la misma ciudad y la invitaron a participar en el proceso de grabación. De hecho, Sykes en una entrevista argumentó: «Cuando estábamos grabando en L.A., mi representante me dijo que ella se encontraba en la ciudad y me preguntó si estábamos interesados en que participara en el CD. Nosotros queríamos voces femeninas. Ella dijo que le encantaría, nos citamos y la localizamos en un par de horas. Todo fue una coincidencia afortunada».

He colaborado con unas cuantas personas y bandas que he conocido a lo largo del camino, como Silverstein, Ten Second Epic y The Secret Handshake. Las cosas han resultado interesantes y me han dado la oportunidad de dar un paso fuera de las normas. Siempre he estado en bandas que crecen en el género del metal, pop punk, por lo que se siente bastante cómodo para mí. En cuanto a los términos de mi voz [en el álbum de BMTH], fue interesante escuchar lo que estaban tratando de realizar. Es dulce para mí poder oír que mi voz se presenta en una forma diferente, cosa que realmente funciona en las canciones. La grabación es fantástica. En contraste, me siento honrada de haber sido parte de ella [...]
Valerie Anne Poxleitner

La grabación del disco también contó con las colaboraciones de KC Blitz y Josh Franceschi de You Me at Six quién expreso «realmente me encuentro emocionado por ser parte de toda esta grabación en la que dan vuelta algunas cabezas, y es que eso es con lo que la música tiene que ver»; así como de Josh Scogin de The Chariot quien dijo «este álbum es tan bueno, ¡hace que mi pecho duela!», Sonny Moore con sus contribuciones en el género de la electrónico comentó «Oli y yo comenzamos las colaboraciones en este álbum de una forma muy natural, haciendo brotar ideas tal y como hacemos a menudo a través de internet. Hice una pequeña programación [...] Creo que hemos hecho algo asombroso».

## Lanzamiento y promoción
El 12 de agosto de 2010, una publicación reveló el título del álbum, la cubierta y el primer sencillo. Esto fue acompañado de una vista previa del álbum, la cual fue publicada a través de la cuenta de Epitaph Records en YouTube. Un video de 50 segundos en el que destaca el primer sencillo «It Never Ends», lanzado el 20 de agosto, fue publicado vía Amazon.com el mismo día. En tanto, su canción «Fuck» fue lanzada a través de las cuentas de MySpace, PureVolume y Facebook, así como en los canales de Youtube de Visible Noise y en la página SoundCloud de Epitaph Records, el 14 de septiembre. El álbum entero fue lanzado vía streaming en Myspace el 28 de septiembre de 2010. Tras su lanzamiento, tuvo un éxito mixto en Australia, donde debutó como número uno pero registró la venta más baja durante una semana en el número uno con 3 600 unidades. Más tarde se registró la segunda mayor caída semanal para un álbum número uno en la historia del ARIA chart cayendo 1-20, detrás de Psycho Circus por Kiss, el cual cayó 1-32. El álbum vendió 20 200 unidades en los Estados Unidos en su semana debut, haciéndolo hasta ese momento el álbum más exitoso de la banda.
Asimismo y con tal de promover la buena acogida del material, la banda optó por lanzar cinco videos musicales. «It Never Ends» es el primer sencillo de la banda, así como también tuvo su video musical. La canción se estrenó el 20 de agosto de 2010 en Reino Unido mientras que en Estados Unidos lo hizo el 24 de agosto. El video musical, dirigido por Jakob Printzlau, tuvo su estreno el 21 de agosto a nivel mundial; teniendo una buena recepción de parte de la crítica, siendo calificada como una de las mejores canciones de la banda. Desde la cuenta de Visible Noise en Youtube se lanzó una muestra del próximo sencillo a estrenar el 18 de noviembre de 2010. El segundo video musical fue de la canción «Anthem»; lanzado de manera oficial el 30 de noviembre. El tercer video musical, «Blessed with a Curse», lanzado el 22 de marzo de 2011, contó con la publicación de un tráiler de dicho sencillo a estrenar por medio de la cuenta de Epitaph Records, filmado en Oslo, Noruega. El cuarto sencillo del disco fue «Visions», bajo la dirección de Jakob Printzlau en Dinamarca y lanzado el 23 de agosto de 2011. Printzlau comentó que este video «es asombroso, es la especie de cosas que sólo pueden hacer con bandas como esta»; aun cuando en un tono irónico califique «a pesar de todas las heridas y gotas de sudor que ello trajo». Oliver Sykes mencionó que «es algo sorprendente trabajar con Printzlau, sobre todo por el hecho de que al final se logra algo sexy». El quinto y último sencillo del álbum es «Alligator Blood», estrenado el 31 de octubre de 2011. Epitaph calificó que «es el video más ambicioso de la banda, con esta atrapada en un laberinto cada vez más extraño lleno de arañas, demonios, juegos e imágenes geométricas, sin esperanza de escapar [...] "Alligator Blood" será el sencillo final antes de que la banda pase a escribir y grabar su cuarto álbum de estudio». Stuart Birchall comentó que este video alberga «temas como la búsqueda del exceso y el vicio y la realidad de que todos nos enfrentamos a nuestros miedos con el paso del tiempo».

### Giras musicales
Tras el lanzamiento del álbum, e incluso tiempo antes, la banda participó con tal de promocionar su nuevo material en el Warped Tour en Alexandra Palace junto a bandas como Pierce the Veil, Emarosa, Alesana, entre otras. De hecho, se notificó que la banda encabezaría el concierto. En diciembre de 2010, Bring Me the Horizon junto a Bullet for My Valentine como la banda principal del concierto, en colaboración con Atreyu participaron en una gira corta a lo largo del Reino Unido. Para hacer frente a la gran demanda de Live Nation lanzaron entradas adicionales para los conciertos siguientes. Asimismo, surgieron rumores en cuanto al porqué de las cortas presentaciones de Bring Me the Horizon en estos conciertos, citando que principalmente se hacía con tal de que los shows fuesen menos violentos y a la vez más controlables. Cuando les preguntaron acerca de estas presentaciones, Matt Nicholls dijo que todavía no estaban preparados para hacer sus conciertos en los escenarios, así como tampoco para establecer contacto con la gente. La banda se opuso a la violencia durante las presentaciones y a los actos como el moshing.
En abril de 2011, Bring Me the Horizon comenzó una gira por Europa, iniciando en Reino Unido junto a Parkway Drive y Architects como bandas de apoyo, en colaboración con The Devil Wears Prada como banda de apertura y grupos de dubstep y Tek-One para abrir en otros conciertos posteriores. La gira generó mucha publicidad, clasificada de hecho como una de la giras más impresionantes y, a su vez, nombrada la «gira musical del año» por Rock Sound. Sin embargo, la gira, no estuvo exenta de percances. El 28 de abril, Matt Nicholls se rompió el brazo mientras jugaba fútbol con los miembros de Bring Me the Horizon, Parkway Drive y Architecs, y en lugar de cancelar el concierto el baterista de Architects Dan Searle ocupó el lugar, aun cuando ello significara reducir la lista de canciones más de la mitad. Asimismo, ese mismo día en la Bristol O2 Academy, hubo un corte de energía antes de la presentación de Parkway Drive. Bring Me the Horizon, como reacción a este suceso, decidió realizar una pequeña presentación acústica de cuatro canciones: «The Sadness Will Never End», «It Never Ends», «Suicide Season» y «Chelsea Smile». La gira se extendió hasta Norteamérica, con presentaciones desde el 31 de agosto hasta el 4 de octubre con la integración de Deez Nuts a los conciertos.

## Letras y música

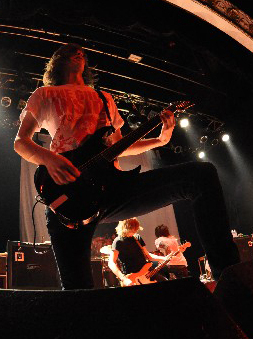
Curtis durante la apertura del concierto en Toronto, Canadá.

Este álbum representa un cambio significativo en la dirección musical de la banda en comparación a lanzamientos anteriores, adoptando un sonido deathcore todavía más original que en Count Your Blessings y destacando una amplia variedad de experimentación, incluyendo notables influencias de post-hardcore, interludios melódicos y secciones con ambientación extendidas, así como ejemplos de música electrónica y sinfónica, segmentos de vocales limpias con las voces de invitados como Lights y Josh Franceschi de You Me at Six, así como intercalados de grabaciones de sonido en diferentes pistas del álbum. Este material también destaca un incremento en la complejidad y estructura de las letras de la banda, en contraste con lo expresado con Suicide Season. Darryl Sterdan de QMI Agency da crédito al trabajo por las fusiones de metalcore, electrónica, clásica y pop. Este cambio en el estilo fue bien recibido tanto por los críticos como por los fans, aun cuando hubo diversos comentarios; BBC aclamó las fantásticas secuencias de combinación de electro-glitch, que le da al álbum un «carácter propio», haciendo de su música «lo más brutal posible» pero también ofreciendo un trabajo meramente «ambicioso». En una publicación de Rock Sound se comentó que la música posee ya una tendencia más natural y experimental con altercados de electrónica junto a letras todavía más personales, todo ello junto con una innovadora puesta en escena de «factores aleatorios» que esquematizan y promueven una música más amena. Otras publicaciones abogan por el hecho de que la banda sigue manteniendo el mismo estilo de metalcore de 2002, puesto que no ofrece nada con sus «guitarras aburridas y aerodinámicas», así como sus solos y breakdowns a medias, a pesar de que con un puñado de temas pensaban mezclar un género más acorde tanto con la electrónica como con el deathcore.
Líricamente, el álbum describe conceptos propuestos por Sykes, en los anuncios de Epitaph estos argumentaban que el lanzamiento narraba de una forma vívida «la naturaleza de la humanidad por un bien colectivo». La banda a menudo mira en los temas líricos de There is a hell como las repercusiones de aquello que cantaron en su material anterior. Matt Nicholls describe que las letras de Oliver Sykes son todavía más oscuras que en canciones anteriores. Cuando se le cuestionó acerca de la verdadera naturaleza del contenido lírico, Oliver Sykes dijo: «Todo esto es sobre mí. Todo lo que escribo es personal. Es toda la verdad [...] Son las cosas que no hablo con la gente. Pero cuando me ponen una pluma y papel, es fácil de expresar». Gregory Burkart, de Fearnet, destaca que el álbum es una historia del propio Oliver, donde revive «una pesadilla colectiva proyectada en su mente», como si cada una de las canciones más personales poseyeran una influencia gótica.

## Lista de canciones
| N.º | Título                                                              | Duración |  |
| 1.  | «Crucify Me» (colaboración de Lights)                               | 6:20     |  |
| 2.  | «Anthem»                                                            | 4:50     |  |
| 3.  | «It Never Ends»                                                     | 4:34     |  |
| 4.  | «Fuck» (colaboración de Josh Franceschi de You Me at Six)           | 4:55     |  |
| 5.  | «Don't Go» (colaboración de Lights)                                 | 5:00     |  |
| 6.  | «Home Sweet Hole»                                                   | 4:38     |  |
| 7.  | «Alligator Blood»                                                   | 4:32     |  |
| 8.  | «Visions»                                                           | 4:09     |  |
| 9.  | «Blacklist»                                                         | 4:00     |  |
| 10. | «Memorial» (instrumental)                                           | 3:10     |  |
| 11. | «Blessed with a Curse»                                              | 5:08     |  |
| 12. | «The Fox and the Wolf» (colaboración de Josh Scogin de The Chariot) | 1:43     |  |

| Contenido extra para iTunes Store en Reino Unido |                                                      |          |  |
| N.º                                              | Título                                               | Duración |  |
| 13.                                              | «Chelsea Smile - En vivo desde el Tour 2010» (video) | 4:09     |  |

| Contenido extra por la edición de lujo en iTunes Store Estados Unidos |                                                             |          |  |
| N.º                                                                   | Título                                                      | Duración |  |
| 13.                                                                   | «It Never Ends» (video)                                     | 4:41     |  |
| 14.                                                                   | «Chelsea Smile - En vivo desde el Warped Tour 2010» (video) | 4:09     |  |

| Contenido extra por Sony Music Entertainment Japan |                                               |          |  |
| N.º                                                | Título                                        | Duración |  |
| 13.                                                | «Chelsea Smile» (KC Blitz remix)              | 4:10     |  |
| 14.                                                | «Football Season is Over»                     | 3:54     |  |
| 15.                                                | «The Sadness Will Never End» (Skrillex remix) | 6:01     |  |

## Crítica
La recepción crítica fue, en general, positiva. Recibió un puntaje del 80% en Metacritic basado en nueve reseñas. La revista Kerrang! calificó que este álbum «rompe con la ambición gracias a todo el contenido de matices y contrastes que lo hacen tan vital»; y que, aunado al gran empeño de la banda, «confirman una vez más su grandeza». Drew Beringer, de la publicación AbsolutePunk, describe cuán importante ha sido la evolución sonora y lírica tanto de la banda como de Oliver Sykes para la grabación de este material, argumentando que este «destruirá cualquier y todas las nociones preconcebidas acerca de la banda [...] Por la agresión y pasión derramada en cada pista»; de hecho, remarcó que los elegantes acordes así como el sonido electrónico y los versos calmados y caóticos conducen a mostrar un lado totalmente diferente de la agrupación. La revista Rock Sound comentó que «nuestro protagonista parpadea una vez, parpadea dos veces, y levanta sus puños una vez más [...] A pesar de su fanfarronería, There Is A Hell es mucho más que la historia de un hombre luchando contra la crisis perpetuada en su interior, es el sonido de una banda notable estableciéndose como una de las mejores de su generación». Max Grundström de The New Review mencionó los aspectos más originales de la banda como talentosos y que por mucho «nadie suena ni de lejos como ellos». Remarca que el álbum cumple de sobremanera con las expectativas, puesto que hace que la banda sólo avance y a lo largo de ese camino sólo se consiga unos cuantos enemigos, todo ello junto a «canciones asombrosas desde el principio hasta el final [...] Y un talento progresivo que sólo BMTH sabe aprovechar». Rockfreaks infirió que este álbum hace cambiar de opinión cualquier idea errónea que se tenga sobre la banda, siendo uno de los lanzamientos más exitosos dentro del género del metalcore, con una mezcla de canciones ambiciosas y de un sonido antiguo, con una progresión favorable y un par de errores en el camino.
Así como tuvo críticas meramente positivas; Allmusic Guide expresó que «There is a Hell encuentra a BMTH en la parte superior de su juego y en su falta de indulgencia en cuanto a la producción lo hace un álbum que no sólo va a agradar a los fans de la banda, sino que también puede sorprender a los fans de bandas como Converge que estén interesados en ver lo que los niños están haciendo estos días». Mientras que la revista Spin tacha como error el hecho de fusionar los géneros y el giro completo que le dan al metalcore. Aunado a ello, Revolver mencionó que la banda sigue manteniendo la misma fórmula pero que carece de ambición y de mucha energía; a pesar de que cuenten con ambas.

## Lanzamientos
| País                                     | Fecha                 | Casa          | Formato | Número de catálogo | Referencia    |
| ---------------------------------------- | --------------------- | ------------- | ------- | ------------------ | ------------- |
| Europa (excl. Austria, Alemania y Suiza) | 4 de octubre de 2010  | Visible Noise | CD      | TORMENT159         | [ 49 ] [ 59 ] |
| Estados Unidos                           | 5 de octubre de 2010  | Epitaph       | CD      | 87065              | [ 60 ]        |
| Japón                                    | 6 de octubre de 2010  | Sony          | CD      | SICP-2840          | [ 61 ]        |
| Australia                                | 8 de octubre de 2010  | Shock         | CD      | CTX594CD           | [ 62 ]        |
| Austria                                  | 8 de octubre de 2010  | Plastic Head  | CD      | TORMENT159         | [ 63 ]        |
| Alemania                                 | 8 de octubre de 2010  | Plastic Head  | CD      | TORMENT159         | [ 63 ]        |
| Suiza                                    | 8 de octubre de 2010  | Plastic Head  | CD      | TORMENT159         | [ 63 ]        |
| Nueva Zelanda                            | 18 de octubre de 2010 | Shock         | CD      | CTX594CD           | [ 64 ]        |

## Posiciones
| Lista (2010)                 | Posición más alta |
| ---------------------------- | ----------------- |
| Australian Albums Chart      | 1                 |
| Canadian Albums Chart        | 22                |
| German Newcomer Chart        | 4                 |
| UK Albums Chart              | 13                |
| UK Rock & Metal Albums Chart | 1                 |
| UK Indie Albums Chart        | 1                 |
| US Billboard 200             | 17                |
| US Rock Albums               | 2                 |
| US Hard Rock Albums          | 2                 |
| US Independent Albums        | 2                 |

## Certificaciones
| País        | Organismo certificador | Certificación | Ventas certificadas | Ref.   |
| ----------- | ---------------------- | ------------- | ------------------- | ------ |
| Reino Unido | BPI                    | Oro           | 100 000             | [ 70 ] |

## Personal
| Bring Me the Horizon - Oliver Sykes - voz principal - Lee Malia - guitarra líder, coros - Jona Weinhofen - guitarra rítmica, teclado, voz - Matt Kean - bajo eléctrico - Matt Nicholls - batería e instrumentos de percusión Personal de estudio en Studio Fredman - Fredrik Nordström - producción y reproducción de sonido, mezcla, productor - Henrik Udd - producción y mezcla - Andy Hayball - ingeniero de audio Personal de estudio en Sunset Lodge Studios - Chris Rakestraw - producción y grabación de voces adicionales | Personal adicional - Skrillex- programación y voces - Jamie Kossoff & Jon Courtney - voces adicionales y producción - Matt 'O Grady - grabación de la voz de Josh Franceschi - Lights - voces adicionales en la canción 1 y 5 - Anna Maria Engberg - voces adicionales en la canción 1 - Elin Engberg - voces adicionales en la canción 1 - The Fredman Choristers - voces adicionales en la canción 1 y 3 - Josh Franceschi - voces adicionales en la canción 4 - Josh Scogin - voces adicionales en la canción 12 - Jakob Printzlau (aka Plastic Kid) - diseño y concepto de la obra de arte - Michael Falgren - fotografía de la obra de arte |